# Боршень
Боршень, Боршені (рум. Borșeni) — село у повіті Нямц в Румунії. Входить до складу комуни Резбоєнь.
Село розташоване на відстані 296 км на північ від Бухареста, 23 км на північний схід від П'ятра-Нямца, 76 км на захід від Ясс.

## Населення
За даними перепису населення 2002 року у селі проживали 409 осіб.
Національний склад населення села:
| Національність | Кількість осіб | Відсоток |
| -------------- | -------------- | -------- |
| румуни         | 375            | 91,7%    |
| цигани         | 34             | 8,3%     |

Рідною мовою назвали:
| Мова      | Кількість осіб | Відсоток |
| --------- | -------------- | -------- |
| румунська | 375            | 91,7%    |
| циганська | 34             | 8,3%     |